# Saadet Özkan
Saadet Özkan (ur. 15 czerwca 1978 w Izmirze) – turecka nauczycielka w szkole podstawowej i działaczka na rzecz obrony maltretowanych dzieci.

## Życiorys
Ukończyła imagistykę społeczną i reklamę (ang. Public Relations and Publicity) na Uniwersytecie Anadolu.
Świadomie wybrała pracę w wiejskiej szkole podstawowej, wierząc, że w ten sposób może coś zmienić. Po odkryciu trwającego dziesięciolecia wykorzystywania seksualnego dzieci w szkole, wszczęła śledztwo w sprawie dyrektora szkoły. Wygrała sprawę pomimo presji, by wycofać zarzuty.
29 marca 2017 roku, Pierwsza Dama Stanów Zjednoczonych Melania Trump i Podsekretarz Stanu USA Thomasa A. Shannona wręczyli jej nagrodę International Women of Courage Award.
Jest przewodniczącą rady dyrektorów Saadet Teacher Association for Combating Child Abuse (UCİM).